# Generalkommando 62
Das Generalkommando 62 war ein Großverband der Armee des Deutschen Kaiserreiches im Ersten Weltkrieg.

## Gliederung
Es handelte sich beim Generalkommando 62 um ein Generalkommando z. b. V. (Generalkommando zur besonderen Verwendung). Diese entstanden ab 1916 und waren reine Kommandostellen, die militärischen Einheiten wurden ihm nach Bedarf zugeordnet.

## Geschichte
Generalleutnant Richard von Webern wurde am 15. Dezember 1916 zum Kommandeur des neu gegründeten Generalkommandos z.b.V. Nr. 62 ernannt. Das Generalkommando war bis Kriegsende  bei der 11. Armee in Mazedonien eingesetzt. Am 19. Februar 1918 wurde Generalleutnant Paul Fleck zum Kommandierenden General ernannt. Das Generalkommando stand den serbischen Verbänden der Orientarmee gegenüber, unterstellt waren neben der deutschen 302. Infanterie-Division die bulgarische 1. und 6. Division. General Fleck konnte den Zusammenbruch der Balkanfront im September 1918 nicht verhindern. Nach dem Waffenstillstand zwischen Bulgarien und der Entente wurde das Generalkommando am 27. Oktober 1918 aufgelöst. Die Rückzugskämpfe der deutschen Verbände durch Serbien wurde dem von der Westfront herangeführten Generalkommando des XXXIX. Reserve-Korps übertragen.

## Kommandierender General
| Dienstgrad      | Name               | Datum                                  |
| --------------- | ------------------ | -------------------------------------- |
| Generalleutnant | Richard von Webern | 15. Dezember 1916 bis 19. Februar 1918 |
| Generalleutnant | Paul Fleck         | 19. Februar 1918 bis Kriegsende        |